# 杉村光俊
杉村 光俊（すぎむら みつとし、1955年 - ）は、日本のトンボ研究家。

## 略歴
高知県生まれ。高知県四万十市在住。四万十のほとりで保護区づくりを20余年行う。

## 著書
- 『トンボ王国』1985 新潮文庫
- 『トンボの楽園 昆虫の研究』文・写真 あかね書房 1986
- 『トンボ』文・写真 1993 講談社パノラマ図鑑
- 『四万十川のトンボことば』写真・文 六甲出版 1997

### 共著
- 『シオカラトンボ』宮川幸三責任編集,写真 集英社(カラーサイエンス) 1985
- 『日本産トンボ幼虫・成虫検索図説』石田昇三,小島圭三,石田勝義共著 東海大学出版会 1988
- 『トンボ王国へようこそ』一井弘行共著 1990 岩波ジュニア新書
- 『四万十の昆虫たち』田辺秀男共著 高知新聞社 1996
- 『原色日本トンボ幼虫・成虫大図鑑』石田昇三,小島圭三,石田勝義,青木典司共著 北海道大学図書刊行会 1999
- 『トンボで守る食の安全 高知県版』トンボと自然を守る会編 2020